# Tehuacán
Tehuacán egy város Mexikó Puebla államának délkeleti részén. 2010-ben lakossága megközelítette a 250 000 főt.

## Földrajz

### Fekvése
A város Puebla állam délkeleti részén, a Vulkáni-kereszthegység és a Déli-Sierra Madre hegységek találkozásánál fekszik, Tehuacán y Sierra Negra régió területén. Áthalad rajta a Mexikóvárost Pueblán át Veracruzszal összekötő 150-es főút, valamint érinti a 125-ös és a 135-ös út is.

### Éghajlat
A város éghajlata meleg, de nem rendkívül forró, és viszonylag száraz. Minden hónapban mértek már legalább 31 °C-os hőséget, de a rekord nem érte el a 40 °C-ot. Az átlagos hőmérsékletek a januári 14,4 és a májusi 21,0 fok között váltakoznak, ősz végétől tavasz elejéig fagyok is előfordulnak. Az évi átlagosan 465 mm csapadék időbeli eloszlása nagyon egyenetlen: a júniustól szeptemberig tartó 4 hónapos időszak alatt hull az éves mennyiség mintegy 70%-a.
| Hónap                                   | Jan. | Feb. | Már. | Ápr. | Máj. | Jún. | Júl. | Aug. | Szep. | Okt. | Nov. | Dec. | Év   |
| --------------------------------------- | ---- | ---- | ---- | ---- | ---- | ---- | ---- | ---- | ----- | ---- | ---- | ---- | ---- |
| Rekord max. hőmérséklet (°C)            | 31,0 | 34,0 | 36,0 | 39,0 | 39,0 | 37,0 | 34,0 | 33,0 | 34,0  | 33,0 | 36,0 | 32,0 | 39,0 |
| Átlagos max. hőmérséklet (°C)           | 23,1 | 24,9 | 28,0 | 29,8 | 29,7 | 27,4 | 25,7 | 26,2 | 25,7  | 24,8 | 24,0 | 23,1 | 26,0 |
| Átlaghőmérséklet (°C)                   | 14,4 | 15,8 | 18,4 | 20,4 | 21,0 | 20,4 | 19,0 | 19,3 | 19,2  | 17,7 | 16,0 | 14,9 | 18,0 |
| Átlagos min. hőmérséklet (°C)           | 5,6  | 6,6  | 8,8  | 11,0 | 12,4 | 13,4 | 12,2 | 12,3 | 12,6  | 10,6 | 7,9  | 6,6  | 10,0 |
| Rekord min. hőmérséklet (°C)            | −5,0 | −5,0 | −4,0 | 1,5  | 3,0  | 6,0  | 6,0  | 5,0  | 5,0   | −2,0 | −2,0 | −5,0 | −5,0 |
| Átl. csapadékmennyiség (mm)             | 6    | 6    | 7    | 22   | 61   | 99   | 71   | 68   | 85    | 29   | 8    | 3    | 465  |
| Forrás: Servicio Meteorológico Nacional |      |      |      |      |      |      |      |      |       |      |      |      |      |

## Népesség
A település népessége a közelmúltban folyamatosan növekedett:
| Év   | Lakosság |
| ---- | -------- |
| 1990 | 139 450  |
| 1995 | 172 510  |
| 2000 | 204 598  |
| 2005 | 238 229  |
| 2010 | 248 716  |

## Története
Neve a navatl nyelvből ered, jelentése istenek vagy kövek helye. Régészeti leletek szerint a környéken már i. e. 8500 körül is éltek emberek. A Tehuacán Viejónak („öreg Tehuacán”) nevezett helyre coapani csocso-popolók indián törzsek telepedtek le. A 15. század közepén egy Xelhua nevű hódítóéi voltak az itteni földek, majd 1521-ben a spanyol gyarmatosítókéi lettek. Az Új-Spanyolországba érkező első tizenkét ferences szerzetes volt az, akik meghatározták a belvárosban a mai napig is látható városszerkezetet, valamint akik a Szent Ferenc-templomot felépítették. 1660. március 16-án városi (ciudad) címet vásároltak a településnek. A 19. század elején, a mexikói függetlenségi háború során a stratégiai fontosságú helyen fekvő Tehuacánban több felkelő vezér (José María Morelos, Nicolás Bravo, Manuel Mier y Terán) is berendezkedett, valamint 1815-ben egy ideig ez a város volt az anáhuaci kongresszus székhelye is.
A köznyelven a gránátalma-termesztés miatt Tehuacán de las granadasnak is nevezett város egy 1884. augusztus 31-i keltezésű rendelettel (Juan Crisóstomo Bonilla emlékére) felvette a Tehuacán de Juan Crisóstomo Bonilla nevet.

## Turizmus, látnivalók
A település értékes műemlékei az 1724. augusztus 21-én építeni kezdett székesegyház, az 1748 és 1783 közöttről származó Carmen-kolostor, az 1804-ben épült Casa de Altos nevű ház a mai Juárez park mellett, a Szent Ferenc-templom és a mór stílusú községi palota. Az egykori kolostorban ma múzeum működik, ahol többek között ősi nyakékeket, figurákat és edényeket is kiállítottak.
A vallási jellegű ünnepek mellett fontos a márciusi városi fesztivál, valamint az október–november során tartott „La Matanza”, amelynek során hízlalt kecskéket vágnak le, és húsukat feldolgozzák. A helyi kézművesek fő termékei a takarítóeszközök, az ónixből készült tárgyak, az edények és más agyagtárgyak, a hímzések,
valamint a pálmából és ixtléből készült eszközök.
A közelben található a Világörökség részét képező Tehuacán-Cuicatlán Bioszféra-rezervátum is.